# Pavel Balík
Pavel Balík (9. června 1950 Znojmo – 5. září 2017) byl český politik za Občanskou demokratickou stranu, později za KDU-ČSL, po sametové revoluci československý poslanec Sněmovny národů Federálního shromáždění, v letech 1994–2006 starosta Znojma, pak do roku 2014 místostarosta, v letech 2010–2012 člen Rady Jihomoravského kraje.

## Biografie
Po absolvování Strojní fakulty Vysokého učení technického v Brně pracoval v První brněnské strojírně a Keramických závodech Znojmo jako konstruktér, projektant a technický ředitel.
Po listopadu 1989 se angažoval v Občanském fóru, později přešel do nově utvořené ODS. Ve volbách roku 1992 byl zvolen za ODS, respektive za koalici ODS-KDS, do české části Sněmovny národů (volební obvod Jihomoravský kraj). Ve Federálním shromáždění setrval do zániku Československa v prosinci 1992.
V komunálních volbách roku 1994 byl zvolen do zastupitelstva města Znojmo za ODS a stal se starostou města. Mandát zastupitele i starosty obhájil v komunálních volbách roku 1998, opětovně za ODS. Do zastupitelstva byl zvolen i v komunálních volbách roku 2002, nyní již jako bezpartijní kandidát. Znovu se stal starostou Znojma. V komunálních volbách roku 2006 kandidoval za KDU-ČSL (členem KDU-ČSL byl od roku 2003, byl předsedou městské organizace KDU-ČSL ve Znojmě) a po volbách se stal místostarostou Znojma. Mandát v zastupitelstvu obhájil za KDU-ČSL i v komunálních volbách roku 2010. Jeho éru na postu znojemského starosty provázelo několik kauz, které naznačovaly nevýhodné jednání pro město. Nejznámějším případem byl prodej třetinového podílu města v pivovaru Hostan s.r.o. v roce 1999 za pouhých 75 000 korun, přičemž tržní hodnota se pohybovala okolo tří desítek milionů korun. Město sice získalo od pivovaru tzv. jižní přístupovou cestu na hrad, nenabylo k ní však žádná vlastnická práva.
Působil i v regionální politice. V krajských volbách roku 2004 i krajských volbách roku 2008 se stal členem zastupitelstva Jihomoravského kraje za KDU-ČSL. 3. září 2010 byl v rámci nové krajské koalice ČSSD a KDU-ČSL zvolen členem Rady Jihomoravského kraje. Do jeho kompetence patřila oblast kultury. Ve funkci působil do konce volebního období. V krajských volbách na podzim 2012 už nekandidoval.
V komunálních volbách v roce 2014 již nekandidoval a odešel do důchodu.

## Vyznamenání
Dne 30. září 2010 obdržel z rukou rakouského velvyslance Ferdinanda Trauttmansdorffa Velké čestné vyznamenání za zásluhy o Rakouskou republiku.